# Madars Razma
Madars Razma (* 26. September 1988 in Priekule, Lettische Sozialistische Sowjetrepublik, Sowjetunion) ist ein lettischer Dartspieler.

## Karriere
Madars Razma spielte am Anfang seiner Karriere bei Turnieren der World Darts Federation in Skandinavien mit und wurde lettischer Meister. 2012 professionalisierte sich Razma und konnte an den BDO World Darts Championship 2014 teilnehmen. Er wurde in den folgenden Jahren noch weitere fünf Mal nationaler Meister und konnte beim German Masters 2014 das Viertelfinale erreichen. Bei seiner zweiten BDO WM-Teilnahme konnte er das Achtelfinale erreichen, wo er im Entscheidungssatz gegen Brian Dawson unterlag.
Das Jahr 2015 nahm er zum zweiten Mal an der World Trophy teil und konnte die Scottish Classics gewinnen. Beim World Masters sowie bei den BDO World Darts Championship 2015 schied er im Achtelfinale aus. 2017 wagte Razma den Wechsel zur Professional Darts Corporation (PDC) und konnte sich im ersten Anlauf bei der Q-School eine Tour Card sichern. Seine Karriere bei der PDC begann jedoch durchwachsen, seinen ersten Erfolg konnte er beim 20. Turnier der Players Championships erzielen als er das Halbfinale erreichte. Sein Debüt auf der European Tour gab er am Jahresende in Göttingen. In Dublin konnte er bei den Players Championships 2018 am 19. Spieltag zum ersten Mal das Finale eines PDC Events erreichen. Dort unterlag er dem Deutschen Max Hopp, nachdem er zuvor unter anderem Gerwyn Price und Michael van Gerwen besiegt hatte. Bei seiner ersten Teilnahme an den UK Open konnte sich der Lette bis in die fünfte Runde vorspielen, wo er schließlich dem späteren Turniersieger Nathan Aspinall unterlag. Durch gute Leistungen auf der Nordic und Baltic Tour 2019 gelang es ihm als erster Lette überhaupt sich für die PDC World Darts Championship 2020 zu qualifizieren. Jedoch verlor er sein Erstrundenmatch gegen den Engländer Harry Ward mit 2:3. 2020 konnte er bei der Autumn Series sein zweites Finale auf der Pro Tour erreichen, verlor dort jedoch gegen den amtierenden Weltmeister Peter Wright. Am 5. November, einen Tag vor Beginn des World Cup of Darts 2020, wurde die Nicht-Teilnahme Chinas bekanntgegeben, da Zhuang Di und Zizhao Zheng aufgrund einer administrativen Angelegenheit nicht vom Flughafen Guangzhou aus starten durften. So vertraten Razma und Janis Mustafējevs Lettland erstmals bei diesem Turnier und konnten in der ersten Runde Hongkong mit 5:4 besiegen. In der zweiten Runde war Belgien der Gegner. Während Mustafējevs mit 0:4 Kim Huybrechts unterlag, konnte Razma Dimitri Van den Bergh in ein entscheidendes Leg bringen, wobei er in vorherigen Legs bereits Matchdarts verpasste und die Partie schlussendlich verlor.
Durch konstant gute Ergebnisse auf der Pro Tour qualifizierte sich Razma erneut für die PDC-WM. Dort konnte er Tōru Suzuki in einem engen Match bezwingen und traf damit in der zweiten Runde auf den zweimaligen Weltmeister Gary Anderson, dem er einen Satz abknöpfen konnte, aber am Ende mit 1:3 verlor.
2021 warf Razma beim Players Championship 26 und 27 jeweils einen Neun-Darter und wurde dadurch zum ersten Spieler nach Phil Taylor, der an zwei aufeinanderfolgenden Tagen auf der PDC Pro Tour ein perfektes Leg spielte.
Auf der World Series wurde er für beide Turniere eingeladen. Beim Nordic Darts Masters gewann er sein Auftaktspiel gegen Nathan Aspinall, schied aber im Viertelfinale gegen Michael van Gerwen aus. Bei den anschließenden Finals verlor Razma an Stelle acht gesetzt sein erstes Spiel gegen Mervyn King glatt mit 0:6.

## Privates
Razma ist verheiratet und Vater von zwei Söhnen namens Markuss und Ralfs (* August 2021).

## Weltmeisterschaftsresultate

### BDO
- 2014: 1. Runde (1:3-Niederlage gegen  Geert De Vos)
- 2015: 2. Runde (3:4-Niederlage gegen  Brian Dawson)
- 2016: 2. Runde (3:4-Niederlage gegen  Jamie Hughes)

### PDC
- 2020: 1. Runde (2:3-Niederlage gegen  Harry Ward)
- 2021: 2. Runde (1:3-Niederlage gegen  Gary Anderson)
- 2022: 1. Runde (0:3-Niederlage gegen  Steve Lennon)
- 2023: 2. Runde (1:3-Niederlage gegen  Gary Anderson)
- 2024: 3. Runde (1:4-Niederlage gegen  Michael Smith)
- 2025: 3. Runde (1:4-Niederlage gegen  Stephen Bunting)

## Turnierergebnisse
| Turnier                                    | 2013                       | 2014                       | 2015                       | 2016                       | 2017                           | 2018                           | 2019                           | 2020                           | 2021                           | 2022                           | 2023                           | 2024                           | 2025                           |
| ------------------------------------------ | -------------------------- | -------------------------- | -------------------------- | -------------------------- | ------------------------------ | ------------------------------ | ------------------------------ | ------------------------------ | ------------------------------ | ------------------------------ | ------------------------------ | ------------------------------ | ------------------------------ |
| BDO-Major-Turniere                         |                            |                            |                            |                            |                                |                                |                                |                                |                                |                                |                                |                                |                                |
| Weltmeisterschaft                          | n/t                        | 1R                         | AF                         | AF                         | n/q                            | n/t                            | n/t                            | n/t                            | Verband insolvent              | Verband insolvent              | Verband insolvent              | Verband insolvent              | Verband insolvent              |
| World Trophy                               | n/t                        | 1R                         | 1R                         | 1R                         | nicht teilgenommen             | nicht teilgenommen             | nicht teilgenommen             | n/a                            | Verband insolvent              | Verband insolvent              | Verband insolvent              | Verband insolvent              | Verband insolvent              |
| World Masters                              | 4R                         | 4R                         | AF                         | 5R                         | n/t                            | n/t                            | n/t                            | n/a                            | Verband insolvent              | Verband insolvent              | Verband insolvent              | Verband insolvent              | Verband insolvent              |
| WDF-Paltin-/Major-Turniere                 |                            |                            |                            |                            |                                |                                |                                |                                |                                |                                |                                |                                |                                |
| WDF Europe Cup                             | n/a                        | n/t                        | n/a                        | 1R                         | n/a                            | n/t                            | n/a                            | n/t                            | n/a                            | n/t                            | n/a                            | n/t                            | n/a                            |
| Finder Masters                             | n/t                        | GP                         | GP                         | GP                         | n/t                            | n/t                            | nicht ausgetragen              | nicht ausgetragen              | nicht ausgetragen              | nicht ausgetragen              | nicht ausgetragen              | nicht ausgetragen              | nicht ausgetragen              |
| PDC-Ranking-Turniere                       |                            |                            |                            |                            |                                |                                |                                |                                |                                |                                |                                |                                |                                |
| Weltmeisterschaft                          | nicht teilgenommen         | nicht teilgenommen         | nicht teilgenommen         | nicht teilgenommen         | nicht teilgenommen             | n/q                            | n/q                            | 1R                             | 2R                             | 1R                             | 2R                             | 3R                             | 3R                             |
| World Masters                              | nicht ausgetragen          | nicht ausgetragen          | nicht ausgetragen          | nicht ausgetragen          | nicht ausgetragen              | nicht ausgetragen              | nicht ausgetragen              | nicht ausgetragen              | nicht ausgetragen              | nicht ausgetragen              | nicht ausgetragen              | nicht ausgetragen              | VR                             |
| UK Open                                    | nicht teilgenommen         | nicht teilgenommen         | nicht teilgenommen         | nicht teilgenommen         | n/q                            | n/q                            | 5R                             | 3R                             | 5R                             | 3R                             | 3R                             | 3R                             | 5R                             |
| World Matchplay                            | nicht teilgenommen         | nicht teilgenommen         | nicht teilgenommen         | nicht teilgenommen         | nicht qualifiziert             | nicht qualifiziert             | nicht qualifiziert             | nicht qualifiziert             | nicht qualifiziert             | 1R                             | nicht qualifiziert             | nicht qualifiziert             | nicht qualifiziert             |
| World Grand Prix                           | nicht teilgenommen         | nicht teilgenommen         | nicht teilgenommen         | nicht teilgenommen         | nicht qualifiziert             | nicht qualifiziert             | nicht qualifiziert             | nicht qualifiziert             | nicht qualifiziert             | VF                             | n/q                            | n/q                            |                                |
| European Championship                      | nicht teilgenommen         | nicht teilgenommen         | nicht teilgenommen         | nicht teilgenommen         | nicht qualifiziert             | nicht qualifiziert             | nicht qualifiziert             | nicht qualifiziert             | nicht qualifiziert             | 1R                             | 1R                             | n/q                            |                                |
| Players Championship Finals                | nicht teilgenommen         | nicht teilgenommen         | nicht teilgenommen         | nicht teilgenommen         | n/q                            | 2R                             | n/q                            | 2R                             | 1R                             | 1R                             | n/q                            | 1R                             |                                |
| PDC-Turniere ohne Einfluss auf das Ranking |                            |                            |                            |                            |                                |                                |                                |                                |                                |                                |                                |                                |                                |
| World Cup of Darts                         | nicht teilgenommen         | nicht teilgenommen         | nicht teilgenommen         | nicht teilgenommen         | nicht teilgenommen             | nicht teilgenommen             | nicht teilgenommen             | AF                             | n/t                            | AF                             | AF                             | GP                             | GP                             |
| World Series of Darts Finals               | nicht teilgenommen         | nicht teilgenommen         | nicht teilgenommen         | nicht teilgenommen         | nicht teilgenommen             | nicht qualifiziert             | nicht qualifiziert             | nicht qualifiziert             | AF                             | n/t                            | n/q                            | n/q                            |                                |
| Karrierestatistiken                        |                            |                            |                            |                            |                                |                                |                                |                                |                                |                                |                                |                                |                                |
| Jahresendplatzierung                       | 28                         | 21                         | 18                         | 26                         | 122                            | 78                             | 91                             | 61                             | 49                             | 34                             | 32                             | 44                             |                                |
| Verband                                    | British Darts Organisation | British Darts Organisation | British Darts Organisation | British Darts Organisation | Professional Darts Corporation | Professional Darts Corporation | Professional Darts Corporation | Professional Darts Corporation | Professional Darts Corporation | Professional Darts Corporation | Professional Darts Corporation | Professional Darts Corporation | Professional Darts Corporation |

| Legende zu den Turnierergebnissen | Legende zu den Turnierergebnissen | Legende zu den Turnierergebnissen | Legende zu den Turnierergebnissen | Legende zu den Turnierergebnissen | Legende zu den Turnierergebnissen | Legende zu den Turnierergebnissen | Legende zu den Turnierergebnissen | Legende zu den Turnierergebnissen | Legende zu den Turnierergebnissen |
| --------------------------------- | --------------------------------- | --------------------------------- | --------------------------------- | --------------------------------- | --------------------------------- | --------------------------------- | --------------------------------- | --------------------------------- | --------------------------------- |
| n/t                               | nicht teilgenommen                | n/q                               | nicht qualifiziert                | n/a                               | nicht ausgetragen                 | #R                                | Aus in jeweiliger Runde           | GP                                | Aus in der Gruppenphase           |
| AF                                | Achtelfinalist                    | VF                                | Viertelfinalist                   | HF                                | Halbfinalist                      | F                                 | Turnierfinalist                   | S                                 | Turniersieger                     |